# Trego (hrabstwo Washburn)
Trego – jednostka osadnicza w Stanach Zjednoczonych, w stanie Wisconsin, w hrabstwie Washburn.